# Poluchów Mały
Poluchów Mały (ukr. Малий Полюхів) – wieś na Ukrainie w rejonie lwowskim (wcześniej w rejonie przemyślańskim) należącym do obwodu lwowskiego.

## Historia
W 1921 wieś liczyła 89 zagród i 559 mieszkańców, w tym 393 Ukraińców, 139 Polaków i 27 Żydów. W 1931 gospodarstw było 114 a mieszkańców 684.
W II Rzeczypospolitej wieś w powiecie przemyślańskim województwa tarnopolskiego. W 1944 nacjonaliści ukraińscy z OUN-UPA zamordowali tutaj 36 Polaków, paląc i rabując część polskich zagród.